# Квинт Касий Лонгин (консул 164 пр.н.е.)
Квинт Касий Лонгин (на латински: Quintus Cassius Longinus) e политик на Римската република през 2 век пр.н.е.
Произлиза от плебейската фамилия Касии. През 164 пр.н.е. е избран за консул заедно с Авъл Манлий Торкват.
1. 1 2  Q. Cassius (69) L. f. Q. n. Longinus //   Посетен на 10 юни 2021 г.
2. ↑  1304 //   Посетен на 10 юни 2021 г.
3. ↑  1583 //   Посетен на 10 юни 2021 г.